# Marius Florea Vizante
Marius Dorin Florea (n. 12 august 1972, Oradea), cunoscut ca Marius Florea Vizante, este un actor român de teatru și film.

## Biografie
Marius Dorin Florea s-a născut la data de 12 august 1972 în orașul Oradea. A absolvit cursuri de teatru la Universitatea de Artă Teatrală și Cinematografică din București în anul 1997. 
După absolvirea facultății, a jucat la Teatrul Național din București în „Moartea unui comis voiajor“ de Arthur Miller (în regia lui Horia Popescu), în „O scrisoare pierdută“ (montată de Alexandru Tocilescu în 2000) și în „D’ale carnavalului“ (în regia lui Gelu Colceag în 2002). 
S-a transferat apoi la Teatrul de Comedie, unde a jucat în „Audiția“ de Aleksandr Galin (regia Mircea Cornișteanu - 2004), în „Avarul indrăgostit“ de Cristian Juncu (în regia lui Vlad Massaci - 2005) și în „Ce formidabilă harababură!“ de Eugène Ionesco (în regia lui Gelu Colceag - 2005).
A jucat de asemenea în filme, colaborând în special cu regizorul Nae Caranfil, având roluri episodice în „É pericoloso sporgersi“ și „Filantropica“, precum și rolul principal în filmul Restul e tăcere (2008). A participat, de asemenea, la mai multe producții de televiziune.

## Filmografie
- Escu (1990) - teatru TV
- E pericoloso sporgersi (1993) - Vizante
- Gâsca de aur (1996) - Bufonul
- Privighetoarea (1997) - Doctorul
- Fii cu ochii pe fericire (1999)
- O scrisoare pierdută (2000) - Brânzovenescu
- Filantropica (2002) - simpaticul Bulache Fotică
- Turnul din Pisa (2002) - Dodo
- Ultimul stinge lumina (2003) - Instructorul ansamblului de dansuri bătrânești
- Margo (2005) - Fotograful
- Ticăloșii (2007) - jurnalistul
- Restul e tăcere (2008) - Grigore Ursache
- Moromeții 2 (2018) - Diaconescu

## Aprecieri critice
„Vizante e omul care face un copil, își cumpără apartament și creează rolul vieții lui în timpul cât trag eu aer în piept să strig «Motor!».”—Nae Caranfil
„Unul dintre cei mai străluciți studenți pe care i-am avut este în acest moment un actor complet, original și căruia îi prevăd un mare viitor.”—Gelu Colceag
„E un actor cu o candoare a talentului deosebită și ar fi păcat să și-o irosească din cauza nerăbdării.”—Magdalena Boiangiu, critic de teatru